# 今村力三郎

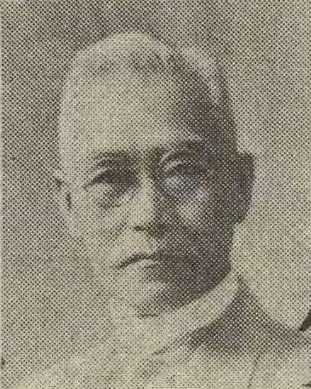
今村力三郎

今村 力三郎（いまむら りきさぶろう、1866年6月14日（慶応2年5月2日 ） - 1954年（昭和29年）6月12日）は、日本の弁護士であり、元裁判官。専修大学第5代総長。

## 生涯

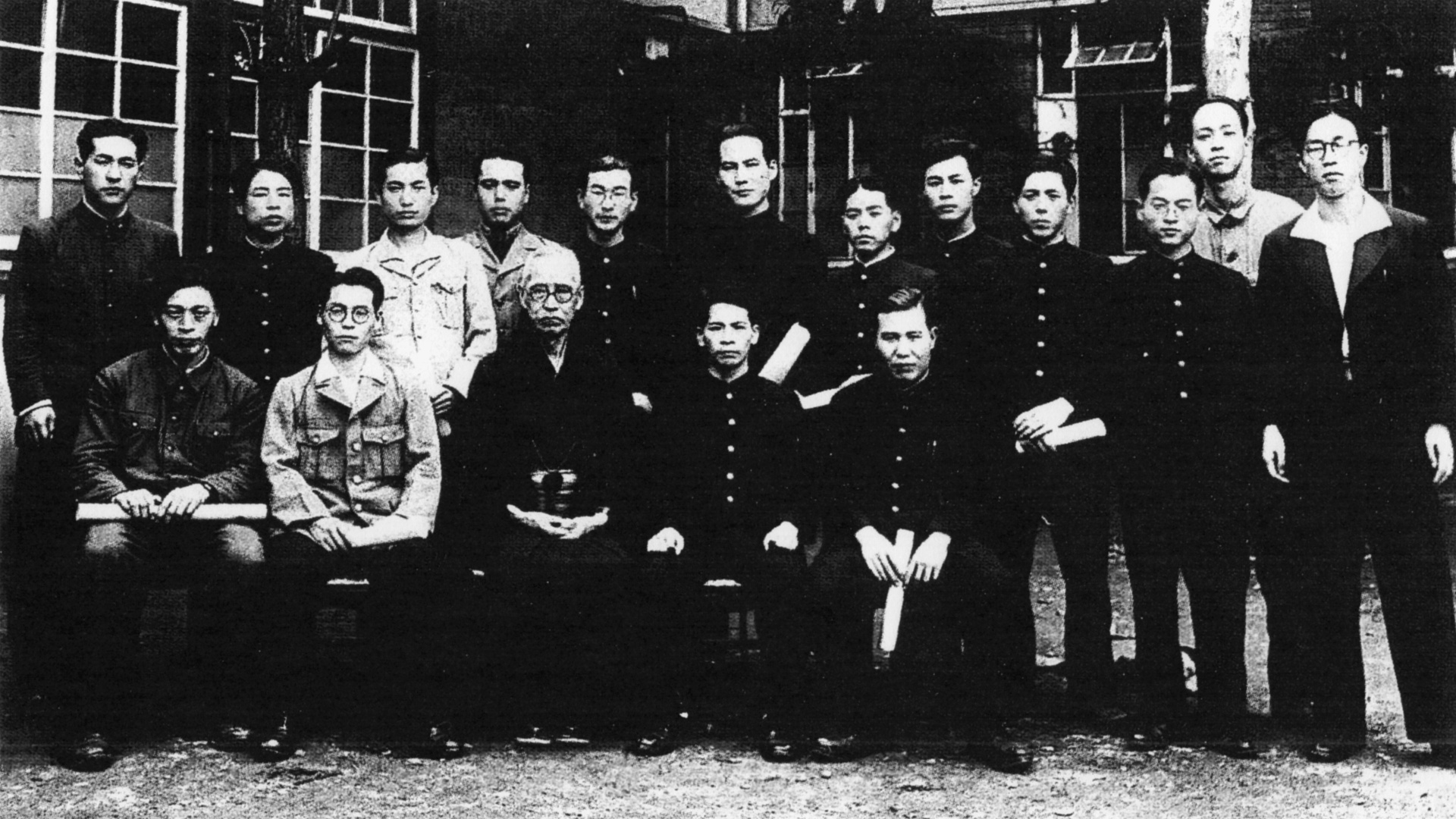
戦後最初の専修大学卒業式
（前列左から3人目が今村力三郎）

信濃国（現長野県）下伊那郡上飯田村（現飯田市）に生まれる。旧姓は蜂谷であったが、今村家の養子となって今村姓を名のった。この養子縁組は兵役を逃れるためであった。1884年に上京し、伴正臣大審院（現最高裁判所）判事の玄関番をしながら、1886年に専修学校法律科（現専修大学法学部）に入学する。1888年、在学中に代言人試験（現司法試験）に合格して、専修学校を首席で卒業し、1889年から弁護士としての活動を開始した。1894年から1898年に裁判官として任官した後、1954年に没するまで在野法曹として、民事および刑事の多岐にわたる事件を扱い活躍した。足尾鉱毒事件の弁護を担当したことから、田中正造を介して幸徳秋水と知り合い、後に大逆事件の弁護を引き受けることになる。
弁護士活動のかたわら、1920年から35年間にわたって、母校である専修大学の評議員や理事を務めた。1946年、当時今村は80歳を超えていたが、学生からの懇願もあり、修善寺の温泉付きの別荘での隠居生活を引き払い、総長に就任した。当時は戦後の学制改革として、旧制大学から新制大学への移行期であり、それに伴う設置基準により、施設や人員を整備することが要請されていたものの財政的に厳しく、専修大学は存亡の危機に立たされていた。しかし、1949年に日本電気から生田校舎の敷地を取得し、施設の拡充と学部の拡張を図り、その危機を乗り切った。今村自身も、杉並の成宗（現在の地下鉄丸ノ内線の南阿佐ヶ谷駅と荻窪駅の間あたり）に、敷地1万平方メートルという広大な屋敷を持っており、庭にはボートが浮かべられるほどの池もあったというが、修善寺の別邸とともに、そのほとんどの土地を専修大学に寄付した。その後は校舎の一隅に居を構えて生活し、大学の再建に奔走した。葬儀も大学内の体育館で行われた。

## 略歴
- 1884年（明治17年） - 上京して、伴正臣大審院判事の玄関番となる。
- 1886年（明治19年）-専修学校（現在の専修大学）法律科に中途入学。
- 1888年（明治21年）4月 - 代言人試験に合格。
  - 9月 - 専修大学の総代として卒業（第七回卒業生）。
- 1920年（大正9年） - 専修大学評議員。
- 1926年（大正15年） - 専修大学理事。
- 1946年（昭和21年） - 専修大学総長。
- 1949年（昭和24年） - 大学付設の今村法律研究室が開設。
- 1954年（昭和29年） - 死去。享年88歳。墓所は多磨霊園にある[4]。

## エピソード
- 昼は玄関番、夜は学生、帰宅後も判決書の浄書という多忙な生活を送りながら、努力の結果、代言人試験に合格した。
- 代言人（弁護士）としては、足尾鉱毒事件、日比谷焼打事件、幸徳事件、シーメンス事件、森戸事件、帝人事件、五・一五事件、血盟団事件、神兵隊事件など、当時世間を驚かした多くの著名な事件の弁護を担当した[1][5][6]。東京弁護士界の花形十人に数えられた[1]。
- 専修大学には、今村の業績を記念して、今村法律研究室と今村力三郎記念ホールが設置されている。

## 家族
- 父・蜂谷重蔵 - 長野県上飯田村の庄屋[7]
- 養母・今村うめ[8]
- 妻・まさ（1870年生） - 長野出身。大原六兵衞長女[8]
- 長女・富貴子（1899年生） - 蜂谷家の養女になる[8]
- 長男・今村学郎 - 地理学者、東京文理科大学助教授